# Marc Nelson
Marc Nelson (* 23. Januar 1971 in Philadelphia, Pennsylvania) ist ein US-amerikanischer Contemporary R&B und Jazz-Sänger und Songwriter. Bekannt ist für seine Tätigkeiten in Musikgruppen wie Boyz II Men, Az Yet und Blayse. Seine Mutter ist die Disco-Interpretin Phyllis Nelson.

## Leben
1986 suchte Nelson mit seinem Freund Nathan Morris Mitglieder für eine potentielle R&B-Gruppe und engagierte die Tenöre Wanyá Morris, Shawn Stockman und den Bass Michael McCarry. Erst hießen sie Unique Attraction, benannten sich jedoch in Boyz II Men um, nach einem Song der Boy-Band New Edition. Nachdem die Band erstmals einen Plattenvertrag erhalten hatte, verließ Nelson aus persönlichen Gründen die Band.
Seinen ersten Solovertrag unterschrieb er 1991 bei Capitol Records. In diesem Jahr veröffentlichte er auch sein erstes Studioalbum I Want You und landete mit der gleichnamigen Debütsingle auf Platz 26 der R&B/Hip-Hop Songs. Auch die zweite Single schaffte den Einstieg in die selbigen Charts, nämlich auf Platz 48. Des Weiteren wirkte Nelson Anfang der 1990er Jahre als Liedschreiber und Backgroundsänger für mehrere R&B-Interpreten wie Whitney Houston, Toni Braxton und Aaron Neville.
Mithilfe von Babyface gelang es ihm, 1995 Teil der damals noch unbekannten Band Az Yet zu werden, die kurz darauf einen Plattenvertrag erhielt. Die erste Single der Gruppe kam auf #1 der R&B/Hip-Hop-Charts und wurde für über 500.000 verkaufte Einheiten mit einer Goldenen Schallplatte ausgezeichnet. Auch die Folgesingle Hard To Say I'm Sorry mit Peter Cetera war ein Erfolg und kam auf Platz 8 der Hot 100. Daneben erhielt dieser Song für über eine Million verkaufter CDs die Platin-Schallplatte sowie eine Grammy-Nominierung.
Nelson verließ diese Band 1997, um sich weiter seiner Solokarriere zu widmen. So schrieb er wieder Songs, unter anderem für Brandy, Tamia und Tyrese. 1999 erschien sein zweites Album Chocolate Mood, aus dem seine bislang erfolgreichste Solosingle 15 Minutes ausgekoppelt wurde (Nummer 4 der R&B-Charts und Top-Dreißig-Position in der Hot 100). Das Album war jedoch ein Flop und erreichte keine Platzierung in der Billboard 200.
Anfang der 2000er war Nelson wieder als Songwriter tätig und schrieb Lieder für Babyface und Charlie Wilson. Brian Culbertson veröffentlichte im Jahre 2005 den von Nelson geschriebenen Song It's On Tonight als Single und erreichte Platz 5 der US-amerikanischen Jazz-Charts. 2006 gründete Nelson eine weitere Boyband, die Supergruppe „Blayse“ bestehend aus Mitgliedern der Bands BLACKstreet, Az Yet, Boyz II Men und Silk. Nach nur einer Tour in den Vereinigten Staaten trennt sich die Gruppe 2007 wieder.
Im selben Jahr kam sein drittes Album Marc My Words auf den Markt. Die Independent-Ausgabe bestand aus Aufnahmen zwischen 2002 und 2006. Beachtet wurde die Veröffentlichung kaum, denn weder Singles noch das Album selbst schafften den Einstieg in die Charts. 2008 wurde Nelson wieder Mitglied der Band Az Yet und nahm mit ihnen das Album The Return auf.

## Diskografie
Alben
- I Want You (1991)
- Chocolate Mood (1999)
- Marc My Words (2007)

Singles
- I Want You (1991)
- Count on Me (1991)
- Summer Love (1991)
- 15 Minutes (1999)
- Chocolate Mood (1999)
- Lady In My Life (1999)
- Just Say So (2007)
- I Don’t Wanna Be in Love (2007)
- Be Glad Tonight (2007)